# Сеск Фабрегас
Франсеск Фабрегас Солер (кат. Francesc Fàbregas Soler; Арениз де Мар, 4. мај 1987), познатији као Сеск Фабрегас (кат. Cesc Fàbregas), шпански је фудбалски тренер и бивши фудбалер каталонског порекла. Играо је у везном реду.

## Трофеји

### Арсенал
- ФА куп (1): 2004/05.
- Комјунити шилд (1): 2004.
- Лига шампиона: финале 2005/06.

### Барселона
- Ла лига (1): 2012/13.
- Куп Шпаније (1): 2011/12.
- Суперкуп Шпаније (2): 2011, 2013.
- УЕФА суперкуп (1): 2011.
- Светско клупско првенство (1): 2011.

### Челси
- Премијер лига (2): 2014/15, 2016/17.
- ФА куп (1): 2017/18.
- Лигашки куп (1): 2014/15.

### Шпанија
- Светско првенство (1): 2010.
- Европско првенство (2): 2008, 2012.